# Мокегуа
Мокегуа (ісп. Moquegua; кеч. Muqiwa) — місто на південному сході Перу. Адміністративний центр департаменту Мокеґуа і провінції Марискаль-Ньєто. Населення — 52 430 жителів (2011).
Через місто проходить Панамериканське шосе.

## Географія
Місто розташоване в долині однойменної річки на висоті 1410 метрів над рівнем моря, недалеко від кордону з Чилі і у 1144 км на південь від столиці м Ліма і в 147 км на південь від м Омата.

### Клімат

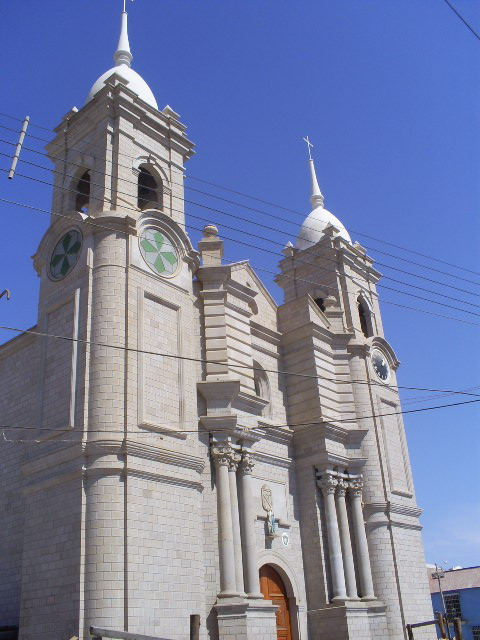
Співафедральний собор святого Домініка

Місто лежить у зоні, котра характеризується кліматом тропічних пустель. Найтепліший місяць — лютий із середньою температурою 17.5 °C (63.5 °F). Найхолодніший місяць — липень, із середньою температурою 13.6 °С (56.5 °F).
| Клімат Мокеґуа          | Клімат Мокеґуа | Клімат Мокеґуа | Клімат Мокеґуа | Клімат Мокеґуа | Клімат Мокеґуа | Клімат Мокеґуа | Клімат Мокеґуа | Клімат Мокеґуа | Клімат Мокеґуа | Клімат Мокеґуа | Клімат Мокеґуа | Клімат Мокеґуа | Клімат Мокеґуа |
| Показник                | Січ.           | Лют.           | Бер.           | Квіт.          | Трав.          | Черв.          | Лип.           | Серп.          | Вер.           | Жовт.          | Лист.          | Груд.          | Рік            |
| Середня температура, °C | 17,3           | 17,5           | 17,4           | 16,2           | 15,1           | 14             | 13,6           | 14             | 14,9           | 15,5           | 16,1           | 16,9           | 15,7           |
| Норма опадів, мм        | 0.4            | 0.4            | 0.2            | 0.1            | 0.3            | 0.4            | 0.4            | 0.4            | 0.3            | 0.1            | 0              | 0              | 3              |
| Днів з опадами          | 5,2            | 15,2           | 3,9            | 1,1            | 0,4            | 0,3            | 0,3            | 0,6            | 1,7            | 1,5            | 1,6            | 3,5            | 35,3           |
| Вологість повітря, %    | 63.4           | 65.9           | 64.1           | 59.4           | 52.7           | 50.3           | 48.9           | 49.4           | 51.6           | 51.1           | 52.3           | 57             | 55.5           |
| ----------------------- | -------------- | -------------- | -------------- | -------------- | -------------- | -------------- | -------------- | -------------- | -------------- | -------------- | -------------- | -------------- | -------------- |
| Джерело: Weatherbase    |                |                |                |                |                |                |                |                |                |                |                |                |                |

## Історія
Заснований іспанськими колоністами в 1541 році як Вілья-де-Санта-Каталіна-де-Гвадалказар-дель-Вальє-де-Мокеґуа.

## Інфраструктура
Економіка міста значною мірою заснована на видобутку корисних копалин: міді, срібла, золота і молібдену. Міделиварний завод і завод для збагачення мідних концентратів знаходиться в провінції Іло.
У місті є кілька шкіл, університет «UJCM — Campus San Antonio», стадіон «Estadio 25 де Noviembre» і регіональний аеропорт «Cesar Torke Podesta».

## Пам'ятки
- Пласа-де-Армас — головна площа і центр міста. Створена в XIX столітті за проектом французького архітектора Гюстава Ейфеля, автора Ейфелевої вежі в Парижі.

## Відомі уродженці і жителі
- Хосе Карлос Маріатегі (1894—1930) — перуанський письменник, публіцист, літературний критик і журналіст.
- Оскар Варгас Прієто (1917—1989) — перуанський генерал і політик, Прем'єр-міністр Перу з 30 серпня 1975 року по 31 січня 1976.